# Chelonus dauricus
Chelonus dauricus är en stekelart som beskrevs av Telenga 1941. Chelonus dauricus ingår i släktet Chelonus och familjen bracksteklar. Inga underarter finns listade i Catalogue of Life.